# Springer (musikinstrument)
 For alternative betydninger, se Springer. (Se også artikler, som begynder med Springer)
En springer er den væsentligste del af mekanikken i musikinstrumenter af cembalofamilien, herunder cembalo, spinet, virginal, muselar, ottavino, clavicyterium og claviorganum.
Springeren er et stykke træ på ca. 12mm x 4mm og ca. 10-15cm langt. hvorpå der i en lille sprække sidder et plektrum. Springerne er anbragt lodret bagest på hver tangent. Når tangenten trykkes ned vil springeren hæves, og plektret komme i kontakt med strengen. Når tangenten trykkes i bund vil plektret løfte strengen, og denne vil bringes i svingninger, når den glider af plektret (man siger den "knipser" strengen). Når tangenten slippes, vil springeren returnere til sin udgangsposition, takket være en vippe, "tungen", som plektret sidder på. Denne vipper en mm tilbage, således at plektret kan passere forbi strengen. Til sidst dæmpes strengen af filtdæmperen.
Forklaring til figuren til venstre.
1. Bro; 2. Filt på undersiden af broen; 3. Dæmper; 4. Streng; 5. Plektrum; 6. Tunge; 7. Tungens aksel; 8. Fjeder.
- A. Springeren i normalposition med dæmperen hvilende på strengen.
- B. Tangenten trykkes ned og springeren hæver plektret op og løfter strengen.
- C. Strengen glider af det bøjede plektrum, og strengen bringes i svingninger. Broen hindrer at springeren bevæger sig ud af instrumentet.
- D. Tangenten slippes, plektret hænger i strengen, men kan passere ved at presse tungen en mm bagud. Derefter kan fjederen skubbe tungen på plads, og springeren er tilbage i udgangspositionen.

Plektret bliver skåret af den hårde del af de største fjer fra fugle som ravn, kalkun, grib og krage. Plektret er 0,4mm til 0,5mm tykt ved roden, og skæres tyndere ud mod spidsen.
Der har været eksperimenteret meget med materialet, da fjer slides. Således har der også været anvendt blødt læder (fra europæisk bison) i "peau de buffle" registret på franske instrumenter. I det 20. årh. har der i en lang periode været anvendt hårdt læder. I dag anvendes almindeligvis plastmaterialer som delrin og celcon, der minder om fjer. Visse cembalobyggere foretrækker dog fjer.
Springerens design har været uændret siden 16. årh. Traditionelt har kroppen været lavet af pæretræ og tungen af kristtjørn. I det 20. årh. har der været anvendt forskellige plastmaterialer til både krop og tunge, ligesom fjederen har været støbt som en del af tungen. Ydermere har man anvendt reguleringsskruer, både på tungen og i bunden. I det seneste tiår har der været en bevægelse mod at anvende traditionelle springere uden reguleringsskruer.
Eksterne links
- Video med 33 forskellige moderne design af springere (inkl. to i historisk stil – Klaus Ahrend og Martin Skowroneck). De fleste er støbt af kunstmaterialet delrin. Springerne blev samlet af W.J. Zuckermann i forbindelse med hans bog The Modern Harpsichord, October House, (1969).